# Cloche de l'église d'Ardillières
La cloche de l'église Saint-Pierre à Ardillières, une commune du département de la Charente-Maritime dans la région Nouvelle-Aquitaine en France, est une cloche de bronze datant de 1635. Elle a été classée monument historique au titre d'objet le 25 mars 1938. 
Inscription : « POUR SERVIR A DIEU EN L'EGLISE ET PAROISSE DE SAINCT PIERRE D'ARDILLIERES ESTANT CURE ME PIERRE ORI. 1635 ».